# 王仁 (會稽)
王仁，浙江会稽人，清朝政治人物。贡生出身。
乾隆四十一年署，擔任廣東廣州府永安縣知縣（現紫金縣知縣）。后由丁鍾接任。